# Makanéra Kaké
Makanéra Kaké, de son nom de naissance Alhoussein Kaké Makanéra, est un homme politique et député guinéen,.
Il est président du parti Front national pour le développement (FND).

## Biographie
Makanéra Kaké est nommé le 20 janvier 2014 ministre de l'Information et de la Communication du Gouvernement Saïd Fofana, jusqu'en décembre 2015 avant d'être remplacé par Rachid Ndiaye.
Président du parti Front national pour le développement, il rejoint le parti au pouvoir après les élections de 2010 et devient membre du RPG Arc-en-ciel,. 
Il participe aux élections législatives guinéenne 2020 et son parti remporte un siège. Il devient troisième secrétaire parlementaire de la 9e législature de la République de Guinée.